# Острва Коралног мора
Територија острва Коралног мора (енгл. Coral Sea Islands Territory) је корални архипелаг у Коралном мору недалеко од обала савезне државе Квинсленд. Административно припадају Аустралији као „спољна територија“. На острвима нема сталног становништва.

## Географија
Архипелаг захвата површину од 780.000 km², од чега само 3 км² отпада на копно. Острва су смештена на Великом коралном гребену и прекривена су песком. Највиша тачка је шест метара надморске висине на острву Като. Архипелаг сачињава укупно 51 острво од којих су највећа и најзначајнија — Вилис, Като, Чилкот, Дајмонд и Берд. Клима је тропска, са температуром од 25-27 °C током целе године, а количина падавина је већа од 1.500 милиметара. Острва су прекривена жбунастом вегетацијом и палмама. Гребени Лихоу и Коринга Херлад су од 1982. године заштићени као природни резервати. Острва су станиште за велики број морских птица.

## Историја
На острву Вилис и неколико других постоје аутоматске метеоролошке станице, од којих је прва постављена 1921. године. Аустралија је 1969. године прикључила ова острва као своју спољну територију. Године 1979. ненасељена острва Елизабет и Мидлтон, која се налазе у Тасмановом мору укључена су у Територију острва Коралног мора. Светионици се налазе на острвима Дајмонд, Буганвил и Лихо.